# Japanagromyza delecta
Japanagromyza delecta este o specie de muște din genul Japanagromyza, familia Agromyzidae, descrisă de Spencer în anul 1962.
Este endemică în Myanmar. Conform Catalogue of Life specia Japanagromyza delecta nu are subspecii cunoscute.